# Wohnungsbaugenossenschaft „Glück Auf“ Gera
Die Wohnungsbaugenossenschaft „Glück Auf“ Gera e.G. ist ein deutsches Wohnungsunternehmen mit Sitz in Gera. Zu ihrem Bestand zählen 3912 Wohnungen (Stand: 31. Dezember 2020), sowie Gewerbeeinheiten, Garagen und Stellplätze. Mehr als 4200 Personen sind Mitglied der Wohnungsbaugenossenschaft. Die „Glück Auf“ Wohnservice GmbH ist ein 100%iges Tochterunternehmen der Genossenschaft für hauswirtschaftliche Dienstleistungen.
An der „Glück Auf“ Pflegeservice GmbH, einem Pflegedienst, ist die Genossenschaft und ihr Tochterunternehmen mehrheitlich beteiligt.
Im Jahr 2015 übernahm die Wohnungsbaugenossenschaft im Rahmen einer Verschmelzung die 1908 gegründete Geraer Baugenossenschaft GWG e.G. mit 610 Wohnungen.

## Geschichte

### Gründung

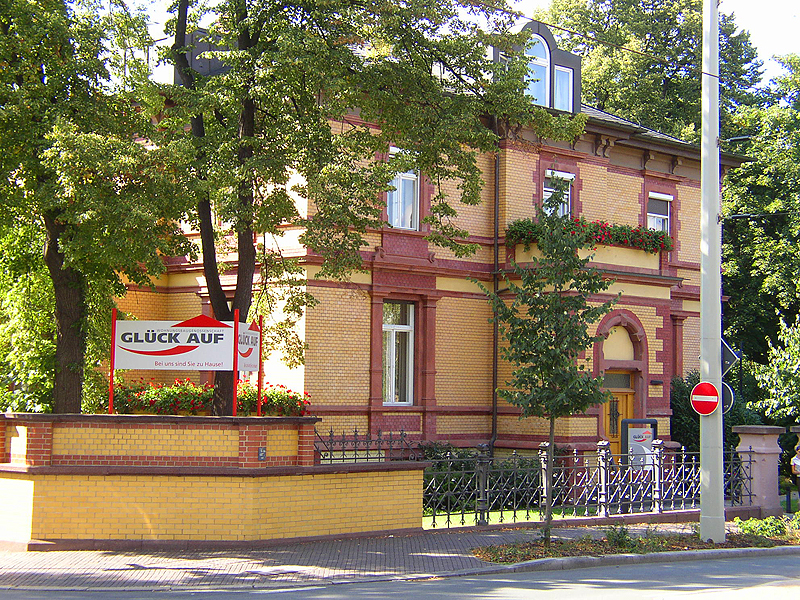
Geschäftsstelle der WBG „Glück Auf“

Am 17. Juni 1956 gründeten 64 junge Leute die Arbeiterwohnungsbaugenossenschaft „Glück Auf“ Gera, Günther Thiel war erster Vorsitzender der Genossenschaft. Ziel war es, mit Eigeninitiative Wohnungen für die Mitglieder und ihre Familien zu schaffen. Trägerbetrieb der „Glück Auf“ war die SDAG WISMUT. Bei Eintritt in die Genossenschaft waren Anteile in Höhe von 2500 DM innerhalb von fünf Jahren sowie Eigenleistungen von Arbeitsstunden in den ersten zwei Jahren zu erbringen. 1957 war das erste Richtfest in der Kurt-Keicher-Straße, 1958 konnten 36 Wohnungen der „Glück Auf“ bezogen werden. Weitere Neubauvorhaben folgten in der Herderstraße, Gagarinstraße und Berliner Straße. In einer Welle von Neugründungen von Genossenschaften entstand auch die AWG der Bauarbeiter Gera. Trägerbetrieb war der VEB Bau-Union Gera, angeschlossen waren die Volksbildung und die Handelseinrichtung Konsum in Gera. Am 1. August 1958 erfolgte die Fusion mit der AWG „Glück Auf“. Mit diesem Schritt erhöhte sich die Mitgliederzahl der „Glück Auf“ um 144. Anfang 1959 hatte die Genossenschaft 640 Mitglieder.

### 1960er Jahre bis 1989
Ein Schwerpunkt der wirtschaftlichen Entwicklung lag Anfang der 1960er Jahre im Aufbau des industriellen Wohnungsbaus. Typenprojekte wurden entwickelt, welche die Vorfertigung von Bauteilen in großen Stückzahlen ermöglichten. Der Wohnungstyp Q6 schuf erstmals die Voraussetzungen für eine hohe Arbeitsproduktivität im Wohnungsbau. Wohnungsbaustandorte der „Glück Auf“ waren die Innenstadt Geras, der Bieblacher Hang und Debschwitz.
In den 1970er Jahren lag neben der Errichtung der Wohngebiete „Südstraße“ (1972) und „Pskower Straße“ (1975) der Schwerpunkt des Wohnungsbaus in Lusan. Der Wohnungsbestand der Genossenschaft erhöhte sich mit großem Tempo, 1979 zählte die „Glück Auf“ 4036 Wohnungen, 73 Prozent davon waren fernbeheizt.
Aufgrund der staatlich geforderten Ausrichtung des Wohnungsbauprogramms auf Neubaumaßnahmen fehlten Kapazitäten für die Werterhaltung von Wohnungen. Das führte in den 1980er Jahren zur Vernachlässigung der Altbausubstanz. Der Instandhaltungsbedarf stieg, der Wohnungsbestand wuchs bis 1989 auf 5798 Wohnungen an.

### Nach der Wende

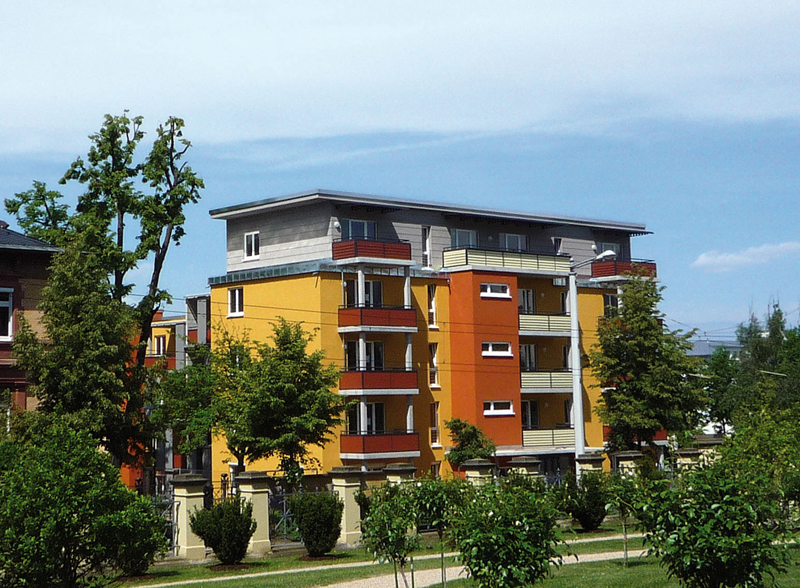
Der im Jahr 2011 fertiggestellte Neubau in der Berliner Straße.

Die stufenweise Anhebung des Mietniveaus schuf die Voraussetzung für eine kostendeckende Bewirtschaftung des Wohnungsbestandes nach der Wende. Privatisierungsauflagen zur Kappung der Altschulden zwangen die Genossenschaft zu Veräußerungen. Wohnungsverkäufe erfolgten in den Folgejahren sowohl an Eigennutzer, als auch an die neu gegründete Wohngenossenschaft „Neuer Weg“. Neben Fragen der Grundstücksübertragung standen vor allem Sanierungs- und Instandhaltungsvorhaben im Vordergrund.
Seit dem Jahr 2000 hat die Genossenschaft ihren Wohnungsbestand auf die besonderen Herausforderungen des regionalen Wohnungsmarktes angepasst. Dieser ist durch weiterhin rückläufige Bevölkerungszahlen von einem Überangebot an Wohnungen geprägt.
So wurden über 1500 Wohnungen abgerissen und weitere verkauft. Zur Bestandsoptimierung erfolgten aber auch Zukäufe sowie ein umfangreiches, oft quartiersbezogenes Sanierungs- und Aufwertungsprogramm. Schwerpunkt dabei ist in den letzten Jahren die Schaffung von barrierearmen Wohnungen. In den Jahren 2011 bis 2013 entstand der Wohnpark Berliner Straße. Dort entstand auch eine Begegnungsstätte.
2021 erfolgte der Startschuss für das Neubauvorhaben WeidenCarré. Damit baut die Genossenschaft erstmals nach 37 Jahren wieder neu in Geras größtem Stadtteil Lusan.

## Beteiligungen
Die Wohnungsbaugenossenschaft „Glück Auf“ Gera eG ist alleiniger Gesellschafter der „Glück Auf“ Wohnservice GmbH. Dabei handelt es sich um ein Unternehmen, das hauswirtschaftliche Dienstleistungen, Hausmeisterdienste und die Übernahme des Winterdienstes anbietet. Zu den Auftraggebern zählen nicht nur die Genossenschaft, sondern auch Dritte.
Seit 2012 ist die Genossenschaft Gesellschafter der „Glück Auf“ Pflegeservice GmbH.
Dieser Pflegedienst bietet nicht nur den Genossenschaftsmitgliedern ambulante Pflege und Betreuung an. Diese erfolgt auch in den Seniorenwohngruppen, für die die Wohnungsbaugenossenschaft ein Wohnhaus ganz speziell altersgerecht und barrierefrei umgebaut hat.

## Kooperationen

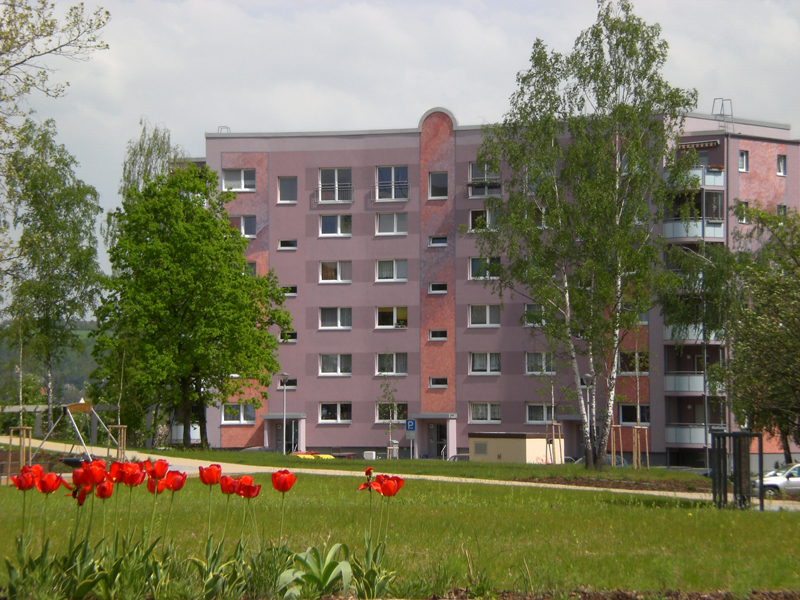
Das Wohnquartier Birkenpark erhielt 2009 den Innovationssonderpreis des Verbandes der Thüringer Wohnungs- und Immobilienwirtschaft.

Die Wohnungsbaugenossenschaft „Glück Auf“ Gera e.G. ist Mitglied der Initiative WIR in Gera, einem Zusammenschluss von fünf Wohnungsbaugenossenschaften zur Arbeitsgemeinschaft der Geraer Wohnungsgenossenschaften GbR. Die Genossenschaften kooperieren bereits seit 2003, um durch Synergieeffekte wie gemeinsamen Gas- und Stromeinkauf Kosten zu senken und in Kooperation mit der Duale Hochschule Gera-Eisenach Studenten auszubilden.

## Organisation der Genossenschaft
Höchstes Organ der Genossenschaft ist die Vertreterversammlung. Die mindestens 50 Vertreter werden alle fünf Jahre von den Mitgliedern der Genossenschaft gewählt. Den Vertretern obliegt u. a. die Wahl des Aufsichtsrates. Vorsitzender des Gremiums ist Bernd Liebold. Der Aufsichtsrat bestellt die Mitglieder des Vorstandes. Sie vertreten die Wohnungsbaugenossenschaft und sind für die Geschäftsführung verantwortlich. Mitglieder des Vorstandes der WBG „Glück Auf“ Gera eG sind Uwe Klinger (Vorsitzender) und Mathias Lack. Die Geschäftsstelle der Genossenschaft befindet sich in der Berliner Straße 5, in Gera.
Die Wohnungsbaugenossenschaft „Glück Auf“ Gera e.G. beschäftigt 28 (Stand 31. Dezember 2020), die „Glück Auf“ Wohnservice GmbH 36 und die „Glück Auf“ Pflegeservice GmbH 40 Mitarbeiterinnen und Mitarbeiter.